# 大津市立日吉台小学校
大津市立日吉台小学校（おおつしりつ ひよしだいしょうがっこう）は、滋賀県大津市日吉台三丁目にある公立小学校。

## 沿革
大津市立坂本小学校から分離し、開校

## 通学区域
- 日吉台一丁目、日吉台二丁目、日吉台三丁目、日吉台四丁目[1]。

※卒業後は基本的に大津市立日吉中学校に進学する。